# 格希萊恩·麥克斯韋爾
格希萊恩·麥克斯韋爾（英語：Ghislaine Maxwell；1961年12月25日—），英国法裔社会名流，其父亲為罗伯特·麦克斯韦。麦克斯韦是已归化的美国公民，但保留了英国和法国的公民身份。 
2020年，麦克斯韦尔被美國聯邦政府指控犯有引诱未成年人罪和贩卖未成年少女罪，這与她和杰弗里·爱泼斯坦的关系有关。2021年12月29日，她被判五项罪名成立，其中一项就包括贩卖儿童。2022年6月，她在纽约一家法院被判处二十年监禁。2022年7月25日，麦克斯韦尔从纽约布魯克林大都會拘留中心（Metropolitan Detention Center, Brooklyn）转移到佛羅里達州塔拉哈西FCI（联邦惩戒所）的一所低安全级别的女性囚犯联邦监狱。

## 早年生活

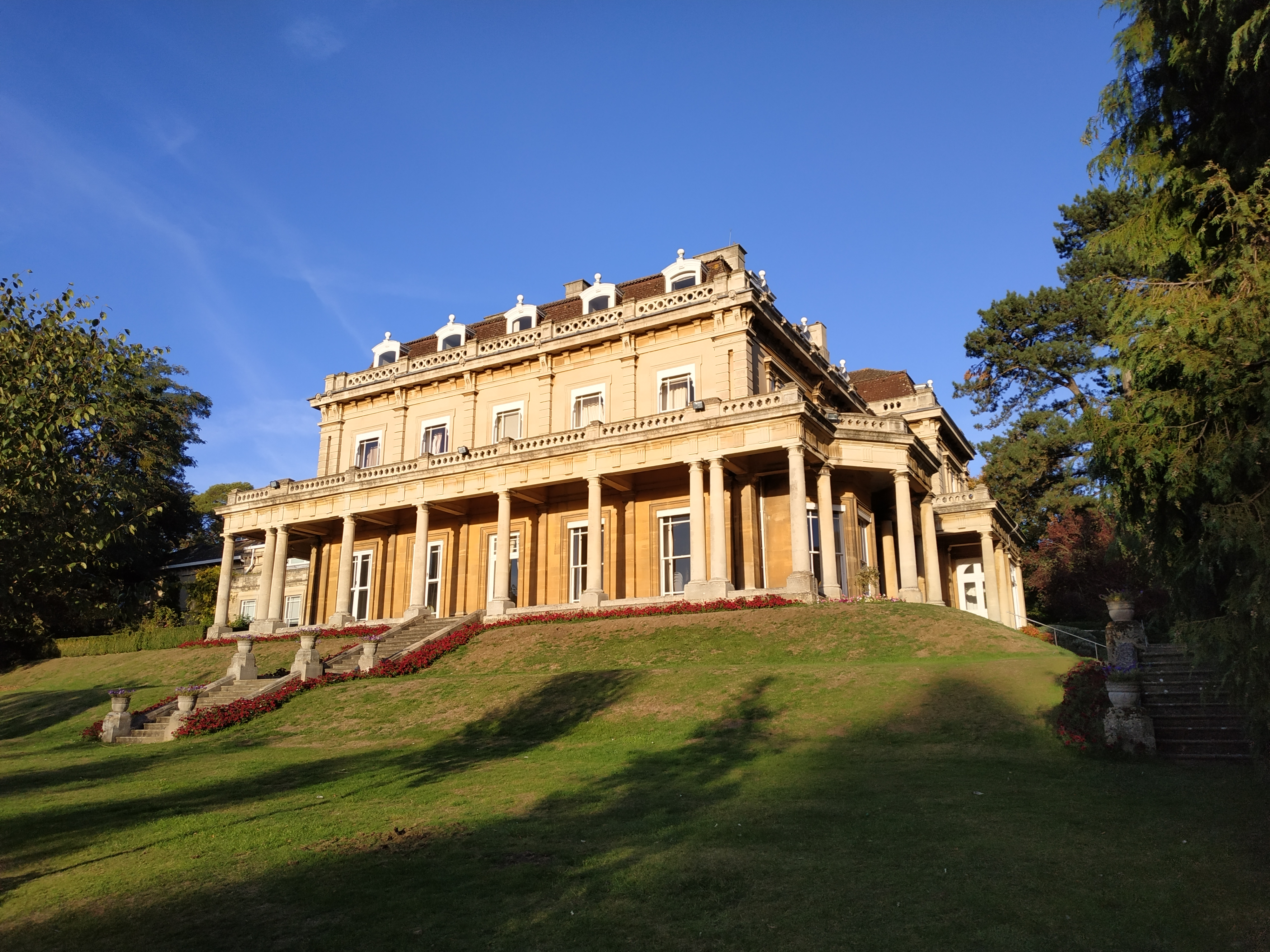
牛津的海丁顿山庄

吉斯莱恩·麦克斯韦于1961年出生在法国法兰西岛的梅松拉菲特，是伊丽莎白（原姓梅纳德，一位法国出生的学者）和罗伯特·麦克斯韦（原名扬·路德维克·海曼·比尼亚明·霍赫，一位捷克斯洛伐克出生的英国媒体大亨）的第九个也是最小的孩子。她的父亲来自一个犹太人家庭，母亲则是胡格诺派（法国新教）后裔。麦克斯韦出生两天前，她的15岁哥哥迈克尔在一场车祸中陷入昏迷，直到1967年去世。她的母亲后来回忆说，这场事故对整个家庭产生了影响，并推测吉斯莱恩在蹒跚学步时就表现出厌食症的迹象。
在童年时期，麦克斯韦与家人住在牛津的海丁顿山庄，这是一座有53个房间的豪宅，也是她父亲经营的出版公司佩加蒙出版社的办公室所在地。她的母亲说，所有的孩子都是作为英国国教教徒长大的。麦克斯韦先是在北牛津的牛津高中就读，然后在九岁时被送入萨默塞特的埃德加利厅预备学校，13岁时进入海丁顿学校。她曾在马尔伯勒学院学习A-Level课程，然后在1985年获得牛津大学贝利奥尔学院的现代历史与语言学位。
麦克斯韦与父亲关系密切，据说她是父亲最宠爱的孩子。据《Tatler》报道，麦克斯韦回忆说，1973年父亲在海丁顿安装了电脑，她的第一份工作是学习使用Wang 2200，后来还编写了代码。《泰晤士报》报道说，在她开始就读牛津大学后，父亲不允许她把男朋友带回家或在公共场合与他们见面。

## 职业生涯

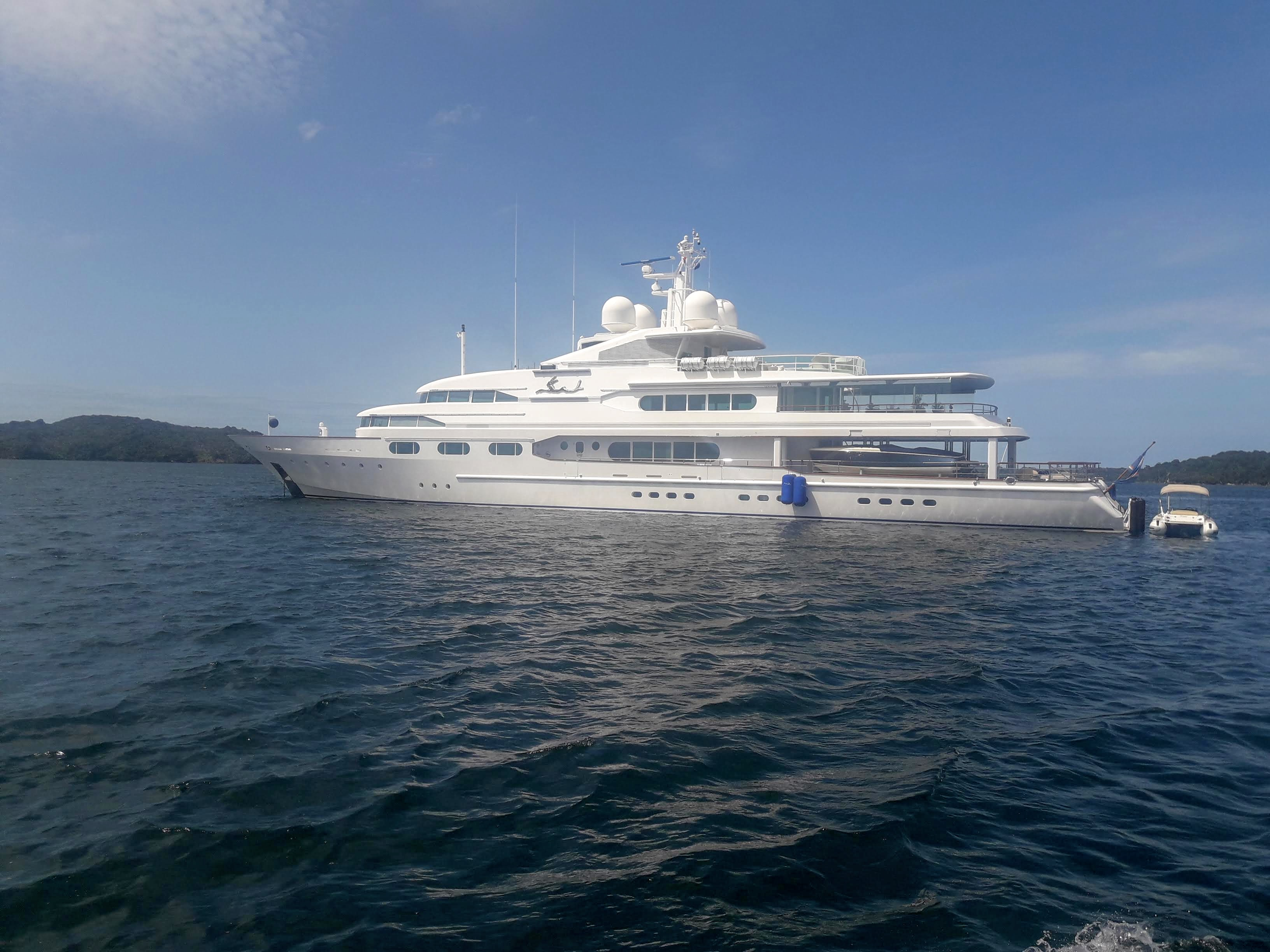
“跳跃的野兔”游艇，原名“吉斯莱恩女士”

麦克斯韦是1980年代伦敦社交圈的知名成员。她创立了一个以最初的Kit-Cat Club命名的女性俱乐部，并在她父亲拥有牛津联足球俱乐部期间担任该俱乐部的董事。她还在她父亲创立的出版物《欧洲》工作。据汤姆·鲍尔为《星期日泰晤士报》撰写的文章，1986年，罗伯特邀请她参加在荷兰一家造船厂为他的新游艇“吉斯莱恩女士”命名的仪式。她在上世纪80年代末花了大量时间在这艘游艇上，游艇上配备了按摩浴缸、桑拿、健身房和迪斯科舞厅。《苏格兰人报》称，罗伯特还“为她量身定做了一家纽约公司”。这家公司经营企业礼品业务，但并不盈利。
《星期日泰晤士报》报道，麦克斯韦于1990年11月5日飞往纽约市，代表父亲递送一个信封，她不知道这是父亲发起的一个阴谋，目的是从贝尔利茨公司股东那里窃取2亿美元。
1991年1月，罗伯特·麦克斯韦收购纽约《每日新闻》后，派吉斯莱恩前往纽约市担任他的使者。1991年5月，麦克斯韦和父亲乘坐协和飞机前往纽约出差，父亲随后前往莫斯科，留下她代表他的利益参加一个向西蒙·维森塔尔致敬的活动。
1991年11月，罗伯特·麦克斯韦的尸体在加那利群岛附近的海上被发现，漂浮在“吉斯莱恩女士”号游艇附近。不久后，吉斯莱恩飞往特内里费，游艇停泊在那里，处理父亲的商业文件。她与以色列情报人员、总统哈伊姆·赫尔佐格和总理伊扎克·沙米尔（后者发表了悼词）一起参加了父亲在耶路撒冷的葬礼。虽然记录的死因是意外溺水，但麦克斯韦后来表示她相信父亲是被谋杀的，1997年她评论道：“他没有自杀。那不符合他的性格。我认为他是被谋杀的。”在父亲去世后，罗伯特·麦克斯韦被发现欺诈性地挪用了镜报集团（他经营的公司，他拥有大量股份）的养老金资产，以支持其股价。据说养老金基金损失了超过4亿英镑，影响了3.2万人。麦克斯韦的两个兄弟伊恩和凯文，他们在日常商业交易中与父亲关系最密切，于1992年6月19日被捕，并被指控与镜报集团养老金丑闻有关的欺诈行为。兄弟俩在三年半后的1996年1月被无罪释放。
麦克斯韦在父亲去世后不久的1991年搬到美国。麦克斯韦从她父亲在列支敦士登设立的信托基金中获得每年8万英镑（相当于2023年的£216,935）的收入。到1992年，她搬到了一个伊朗朋友的公寓，公寓俯瞰中央公园。当时，麦克斯韦在麦迪逊大道的一家房地产办公室工作，据报道她与名人交往。她迅速成为纽约市社交名媛的焦点。

## 与杰弗里·爱泼斯坦的关系

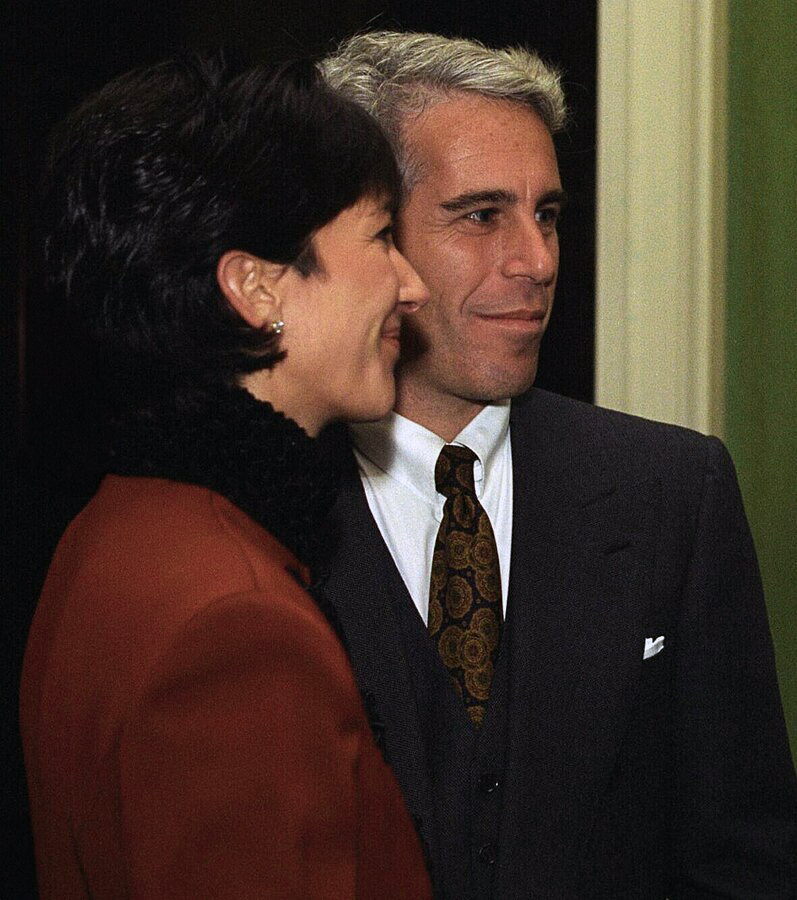
1993年的麦克斯韦尔（左）与同伴杰弗里·爱泼斯坦（右）

关于麦克斯韦首次遇见美国金融家杰弗里·爱泼斯坦的时间，说法不一。据爱泼斯坦的前商业伙伴史蒂文·霍芬伯格称，罗伯特·麦克斯韦在1980年代末将女儿介绍给了爱泼斯坦。《泰晤士报》报道，麦克斯韦在1990年代初的一次纽约派对上遇见了爱泼斯坦，当时她刚刚与意大利大酒店公司家族的吉安弗兰科·奇科尼亚·莫佐尼伯爵（1962–2012）分手。
麦克斯韦在1990年代初与爱泼斯坦有过几年的恋爱关系，并在接下来的25年里与他保持着密切的联系，直到他于2019年去世。他们关系的性质尚不清楚。在2009年的一次宣誓证词中，爱泼斯坦的几位家庭雇员作证说，爱泼斯坦称她为他的“主要女友”，她从1992年开始雇佣、解雇和监督他的员工。她也被称为爱泼斯坦员工的“女主人”和他的“咄咄逼人的助手”。在2003年《名利场》对爱泼斯坦的报道中，作者维姬·沃德说，爱泼斯坦称麦克斯韦为“我的最好的朋友”。沃德还观察到，麦克斯韦似乎“组织了他的大部分生活”。
《Politico》报道，麦克斯韦和爱泼斯坦与政治、学术、商业和法律精英圈子中的几位知名人士有友谊，包括总统比尔·克林顿、唐纳德·特朗普、律师艾伦·德肖维茨和安德鲁王子。
麦克斯韦因与安德鲁王子的长期友谊而闻名，并曾陪同他参加在纽约举行的“妓女和皮条客”社交活动。在2019年11月与BBC的一次采访中，安德鲁说，自麦克斯韦在牛津大学本科时就认识她。她将爱泼斯坦介绍给了安德鲁王子，三人经常一起社交。2000年，麦克斯韦和爱泼斯坦参加了安德鲁王子在女王位于诺福克的桑德灵厄姆宫庄园举办的派对，据报道是为了庆祝麦克斯韦的39岁生日。在2019年11月与BBC的采访中，安德鲁王子确认麦克斯韦和爱泼斯坦曾应他的邀请参加过一次活动，但他否认这是一次“直接的射击周末”之外的活动。
1995年，爱泼斯坦将他的一家公司更名为吉斯莱恩公司；该公司位于佛罗里达州棕榈滩，于1998年解散。作为一名训练有素的直升机飞行员，麦克斯韦还将爱泼斯坦运送到他在加勒比海的私人岛屿小圣詹姆斯岛。

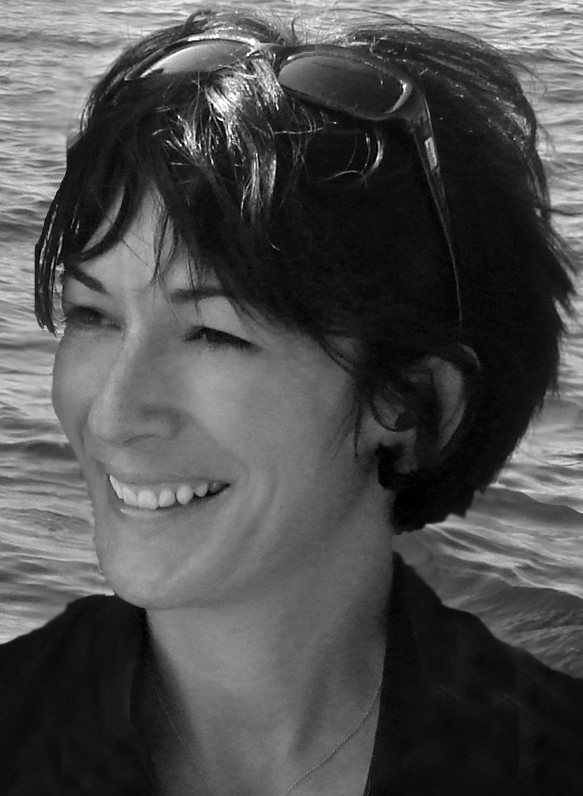
2007年的麦克斯韦

2008年，爱泼斯坦因招揽未成年人卖淫而被定罪，并服刑13个月（原判18个月）。在爱泼斯坦获释后，尽管麦克斯韦继续参加知名的社交活动，但她和爱泼斯坦不再公开在一起。
到2015年底，麦克斯韦在很大程度上退出了社交活动。

## 民事案件和指控

### 民事诉讼

#### 弗吉尼亚·朱弗雷诉麦克斯韦尔 (2015)
2015年1月公开的一起民事诉讼的细节中包含了“无名氏3号”的一份宣誓证词，指控麦克斯韦尔在1999年招募了她，当时她还是未成年人，并培养她为爱泼斯坦提供性服务：
 在法庭文件中，爱泼斯坦的指控者称麦克斯韦充当了招募者、指导者和在某些情况下参与者，参与了他实施的虐待行为。弗吉尼亚·朱弗雷声称，麦克斯韦在朱弗雷16岁时在海湖庄园担任水疗服务员时代表爱泼斯坦招募了她，爱泼斯坦在棕榈滩有一处住宅。朱弗里在接受《迈阿密先驱报》视频采访时说，她的大部分培养来自麦克斯韦本人。“训练立即开始，”她说。“从如何口交、如何保持安静、如何顺从、如何满足杰弗里的需求，所有这些都是如此。很多训练都来自吉斯莱恩本人。作为一个女人，令人惊讶的是，一个女人会让这样的事情发生。不仅让它发生，还培养你去做。”
2018年，《迈阿密先驱报》的朱莉·K·布朗揭露了“无名氏3号”就是弗吉尼亚·朱弗雷，她之前被称为弗吉尼亚·罗伯茨。朱弗雷在唐纳德·特朗普位于佛罗里达州棕榈滩的海湖庄园俱乐部遇见了麦克斯韦尔，当时朱弗雷是16岁的温泉服务员。她声称，麦克斯韦尔将她介绍给了爱泼斯坦，之后她被“他们两个为了他的快乐而培养，包括在爱泼斯坦口交偏好方面的课程”。
麦克斯韦一再否认参与爱泼斯坦的犯罪活动。在2015年的一份声明中，麦克斯韦否认了她为爱泼斯坦招募的指控，并否认她“促成了安德鲁王子的[所谓]性虐待行为”。她的发言人说：“针对吉斯莱恩·麦克斯韦的指控是不真实的”，她“强烈否认英国媒体和其他地方出现的有关她的不雅指控，并保留对重复这些旧诽谤性指控寻求补偿的权利”。
朱弗里声称，麦克斯韦和爱泼斯坦贩卖她和其他未成年女孩，经常在爱泼斯坦在纽约、新墨西哥、棕榈滩和美属维尔京群岛的家中举办的性派对上。麦克斯韦称她为骗子。朱弗里于2015年在纽约南区联邦法院起诉麦克斯韦诽谤。虽然和解的细节尚未公开，但在2017年5月，案件以有利于朱弗里的方式和解，麦克斯韦向朱弗里支付了“数百万美元”。
朱弗雷的家人报告说，她于2025年4月25日在澳大利亚的农场自杀。她享年41岁，有三个孩子。

#### 莎拉·兰瑟姆诉爱泼斯坦和麦克斯韦尔 (2017)
2017年，莎拉·兰瑟姆在纽约南区美国地方法院对爱泼斯坦和麦克斯韦提起诉讼，声称麦克斯韦雇佣她为爱泼斯坦按摩，后来威胁如果她不满足他们在纽约豪宅和他在加勒比海私人岛屿小圣詹姆斯岛（位于美属维尔京群岛）的性要求，就会对她造成身体伤害或破坏她的职业前景。诉讼于2018年以未公开的条款和解。

#### 玛丽亚·法默提交的宣誓书 (2019)
2019年4月16日，玛丽亚·法默公开并在纽约联邦法院提交了一份宣誓书，声称她和她15岁的妹妹安妮在1996年分别在不同地点遭到爱泼斯坦和麦克斯韦的性侵犯。法默的宣誓书是支持弗吉尼亚·朱弗雷对艾伦·德肖维茨的诽谤诉讼而提交的。根据宣誓书，法默在1995年的一次纽约艺术画廊招待会上遇见了麦克斯韦和爱泼斯坦。宣誓书称，次年夏天，他们雇佣她为亿万富翁商人莱斯利·韦克斯纳在俄亥俄州的豪宅从事一个艺术项目，在那里她遭到了麦克斯韦和爱泼斯坦的性侵犯。法默向纽约警察局和联邦调查局报告了这一事件。她的宣誓书还称，在同年夏天，爱泼斯坦将安妮带到他的新墨西哥州房产，在那里他和麦克斯韦在按摩床上猥亵了她。
法默在2019年11月接受了CBS今晨的采访，详细描述了1996年的袭击，并声称麦克斯韦在袭击后威胁了她的职业和生命。

#### 珍妮弗·阿拉奥兹诉爱泼斯坦遗产、麦克斯韦和无名氏1–3 (2019)
2019年8月14日，珍妮弗·阿拉奥兹在纽约县最高法院对爱泼斯坦的遗产、麦克斯韦和他的三名未具名员工提起诉讼；该诉讼是根据纽约州新的《儿童受害者法案》提起的，该法案在同一天生效。阿拉奥兹后来于2019年10月8日修改了她的投诉，将之前未具名的女性助手的名字改为莱斯利·格罗夫、辛伯利·埃斯皮诺萨和已故的罗莎琳·丰塔尼拉。

#### 普里西拉·多伊诉爱泼斯坦遗产 (2019)
吉斯莱恩·麦克斯韦被列为2019年8月20日在纽约对杰弗里·爱泼斯坦遗产提起的三起诉讼之一。提起诉讼的女性，名为“普里西拉·多伊”，声称她在2006年被招募，并接受了麦克斯韦的培训，麦克斯韦指导她如何为爱泼斯坦提供性服务。

#### 安妮·法默诉麦克斯韦和爱泼斯坦遗产 (2019)
2019年11月，安妮·法默在曼哈顿联邦地方法院起诉麦克斯韦和爱泼斯坦的遗产，指控他们犯有强奸、殴打和非法监禁，并寻求未指明的赔偿。

#### 无名氏诉麦克斯韦和爱泼斯坦遗产 (2020)
2020年1月，一起针对麦克斯韦和爱泼斯坦的诉讼被提起，指控他们在1994年夏天在因特洛肯艺术中心招募了一名13岁的音乐学生，并对她进行了性虐待。诉讼称，无名氏在四年内多次遭到爱泼斯坦的性侵犯，麦克斯韦在她的招募和参与袭击中起到了关键作用。根据诉讼，无名氏因为没有父亲且家庭贫困而成为爱泼斯坦和麦克斯韦的目标，这与许多其他被指控的受害者的情况相似。

#### 麦克斯韦诉爱泼斯坦遗产、达伦·K·英迪克、理查德·D·卡恩和NES有限责任公司 (2020)
2020年3月12日，麦克斯韦在美国维尔京群岛高等法院提起诉讼，要求爱泼斯坦的遗产赔偿她的法律费用。麦克斯韦声称她是爱泼斯坦的长期员工（从1998年到2006年），负责管理他在美属维尔京群岛、纽约、新墨西哥、佛罗里达和巴黎的房产，同时继续否认对他的犯罪活动有任何了解或参与。根据诉讼，麦克斯韦要求赔偿与为她辩护相关的法律费用，她声称爱泼斯坦曾承诺为她支付这些费用。

#### 无名氏诉爱泼斯坦遗产 (2021)
2021年3月，一名布劳沃德县的女性对爱泼斯坦的遗产提起了民事诉讼，指控爱泼斯坦和麦克斯韦在2008年对她进行了贩卖，并在佛罗里达州对她进行了多次强奸。

### 关于公布法庭文件的争议
2019年7月2日，美国第二巡回上诉法院下令解封弗吉尼亚·朱弗雷早先对麦克斯韦提起的民事诉讼的文件。杰弗里·爱泼斯坦于2019年7月6日在新泽西州的泰特波罗场被捕，并被指控犯有性贩卖和性贩卖共谋罪。2019年7月17日，麦克斯韦在联邦上诉法院请求重新审理，试图保持文件密封，这些文件是朱弗里诉讼的一部分。2019年8月9日，第一批文件从朱弗里对麦克斯韦的早期诽谤诉讼中解封并公布。爱泼斯坦于2019年8月10日被发现死在曼哈顿的监狱牢房中，据报道是上吊自杀。
麦克斯韦和她的律师在2019年12月继续反对进一步公布法庭文件。路透社于2019年12月27日确认，麦克斯韦因协助爱泼斯坦的犯罪活动而受到联邦调查局的调查。2020年7月30日，来自朱弗里诉麦克斯韦诽谤诉讼的更多文件被公布。这些文件包括朱弗里的宣誓证词以及麦克斯韦和爱泼斯坦之间最近的电子邮件交流，其中一些通信来自2015年。
2024年1月3日，超过900页以前密封的文件与朱弗里对麦克斯韦的民事案件有关，在《迈阿密先驱报》的诉讼后被公开；更多文件于1月4日公布。

### 试图找到麦克斯韦以送达法庭文件
2019年12月27日，路透社报道，麦克斯韦是联邦调查局调查的对象之一，涉嫌协助爱泼斯坦。在爱泼斯坦被捕后，麦克斯韦躲藏起来，只通过律师与法院沟通，截至2020年1月30日，她的律师拒绝代表她接受2019年和2020年针对她的三起诉讼。《纽约时报》报道，到2016年，麦克斯韦不再在活动中被拍照。到2017年，她的律师在法官面前声称他们不知道她的地址；他们进一步表示她在北京但不相信她有永久住所。
麦克斯韦在法律诉讼期间一直无法联系到。在兰瑟姆对麦克斯韦提起的2017年诉讼中，地区法官约翰·G·科特尔批准了一项“替代送达”动议，理由是原告为联系麦克斯韦所做的努力一直受挫；这些努力包括聘请一家私人调查公司，试图在三个物理地址送达，向几个电子邮件地址发送信息，并联系在另一起诉讼中积极代表麦克斯韦的律师，但他们拒绝成为“一般代理人”以将信息转达给她。
根据爱泼斯坦对布拉德利·爱德华兹（几位指控者的代表）提起的诉讼中的法庭文件，2010年，麦克斯韦曾同意在该案中提供宣誓证词，但据报道在爱德华兹计划飞往纽约为她做宣誓证词的前一天离开了美国，“声称她需要回英国陪伴她病危的母亲”，没有回美国的打算。然而，麦克斯韦在一个月内回来参加了切尔西·克林顿的婚礼。
2020年1月，据报道，麦克斯韦拒绝让她的律师接受2019年和2020年针对她的几起诉讼，其中包括法默和阿拉奥兹的诉讼。虽然麦克斯韦的律师继续代表她反对公布朱弗里诉麦克斯韦诉讼中的更多法庭文件，他们声称不知道她在哪儿，也没有权限接受针对她的诉讼。
美属维尔京群岛当局在长达三个半月的时间里一直未能找到麦克斯韦以向她送达传票。美属维尔京群岛检察官认为麦克斯韦是他们对爱泼斯坦遗产诉讼中的“关键事实证人”。美属维尔京群岛司法部于2020年7月10日发布的一份法庭文件称，麦克斯韦还因涉嫌参与爱泼斯坦在美属维尔京群岛的性贩卖活动而受到调查。

## 刑事指控

### 逮捕和起诉

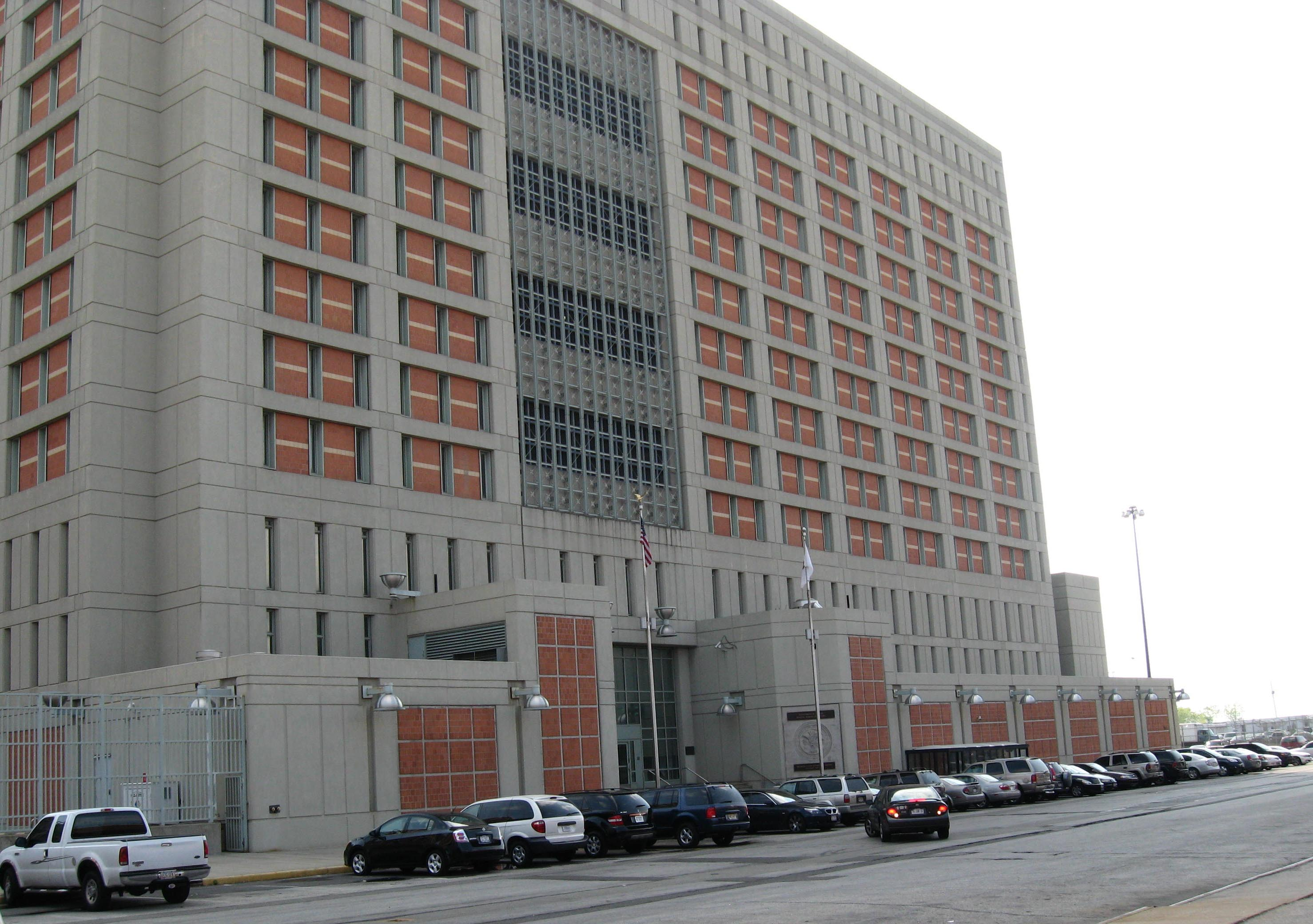
布鲁克林大都会拘留中心

麦克斯韦面临持续的指控，称她为爱泼斯坦和其他人招募和性贩卖未成年女孩，她否认了这些指控。2020年7月2日，麦克斯韦在新罕布什尔州的布拉德福德被联邦调查局逮捕，通过使用IMSI捕获器（“黄貂鱼”）移动电话追踪设备，追踪到她用来打电话给她的律师之一、她的丈夫斯科特·博格森和她的妹妹伊莎贝尔的电话。
由美国地区检察官奥黛丽·斯特劳斯领导的检察官指控麦克斯韦犯有六项联邦罪行，包括引诱未成年人、性贩卖儿童和伪证。起诉书指控她在1994年至1997年间“协助、促成和参与”对未成年女孩的虐待，尽管她知道三名未具名受害者中有一人是14岁。
截至2021年4月28日，麦克斯韦被关押在纽约布鲁克林的大都会拘留中心。律师要求法官纳森以500万美元的保释金释放她，并让她在等待审判期间接受监视的家庭监禁。2020年7月14日，麦克斯韦通过视频连接在曼哈顿的一家法院出庭，对指控表示不认罪。自2002年成为美国公民以来，她还持有法国和英国的护照，麦克斯韦被拒绝保释，理由是她有逃跑的风险，担心她的“完全不透明”的财务状况、她隐藏生活的技能以及法国不引渡其公民的事实。法官将审判日期定为2021年7月12日。
麦克斯韦的律师在2020年12月18日重申了她的保释请求，并提议麦克斯韦在纽约市与朋友住在一起，同时接受24小时监视，等待审判。她的丈夫斯科特·博格森提出了一份2200万美元的担保，以保证她将来出庭。2020年12月28日，法官再次拒绝了进一步的保释请求。麦克斯韦的保释请求遭到被指控的受害者安妮·法默的反对。
2021年1月19日，一次法庭听证会被匿名者Q的信徒打断，他们相信麦克斯韦尔与一群献祭儿童、贩卖儿童对儿童进行性虐待的撒旦教自由派恋童癖精英勾结，听证会过程被非法直播到YouTube。
2021年1月26日，麦克斯韦的律师提出了一项动议，挑战她的大陪审团起诉书，声称它没有反映所指控违法行为发生地的种族多样性。
2021年3月29日，美国检察官增加了新的性贩卖未成年人和性贩卖共谋指控，声称麦克斯韦在2001年至2004年间参与培养了一名14岁的女孩，让她在爱泼斯坦位于棕榈滩的住宅与他发生性行为。麦克斯韦对新增指控表示不认罪；她面临六项指控，包括性贩卖未成年人和性贩卖共谋，以及两项伪证指控。
麦克斯韦的律师经常抗议她的监禁条件，包括每15分钟用灯光照射她的眼睛以阻止她自杀，并被拒绝使用睡眠面罩。一位律师大卫·马库斯抗议说：“没有证据表明她有自杀倾向。他们这样做是因为杰弗里·爱泼斯坦在他们的监管下死亡”，“她不是杰弗里·爱泼斯坦，这不对”。

### 性贩卖审判
2021年4月，美国地区法官艾莉森·内森裁定麦克斯韦将面临两次单独的审判，一次是性贩卖指控，另一次是伪证指控。内森法官将第一次审判推迟到2021年11月29日，因为麦克斯韦的辩护律师成功地辩称，2021年3月新增的指控没有给他们足够的准备时间。麦克斯韦于2021年11月15日在法庭上出庭。审判于11月29日开始，开庭陈词。从40到60人的候选人中选出了12名陪审员和6名候补陪审员。
心理学教授伊丽莎白·洛夫图斯被聘为辩方的专家证人，就虚假记忆综合征作证。
麦克斯韦选择不出庭作证，她告诉法官：“法官大人，政府没有超出合理怀疑证明其案件。所以我没有必要作证。”麦克斯韦家人的发言人此前表示，她“太脆弱”无法作证。
2021年12月初，Twitter暂停了“@TrackerTrial”账户，该账户一直在监控麦克斯韦尔的审判。该账户成立仅两周，在暂停前有525,000名粉丝。
2021年12月28日，随着城市中COVID-19感染人数的上升，内森法官延长了陪审团的开庭时间，因为她担心陪审员感染可能导致无效审判的可能性。

#### 定罪
2021年12月29日，麦克斯韦在美国联邦法院被陪审团判定犯有五项与性贩卖相关的罪名，最高可判处65年监禁：一项性贩卖未成年人（最高：40年），一项运输未成年人以从事犯罪性活动（10年），以及三项共谋实施完成重罪（共15年）。
麦克斯韦尔被免除的一项指控是引诱未成年人从事非法性行为。麦克斯韦的家人表示上诉程序已经开始。
在审判后，唯一一位在作证时使用真名的证人安妮·法默发表讲话说：“我希望这个判决能给所有需要的人带来慰藉 ... 即使是那些拥有巨大权力和特权的人，在性虐待和剥削年轻人时，也会被追究责任。”
由于一名陪审员在陪审团遴选期间未披露自己小时候曾遭受性虐待的事实，寻求重审。他在诉讼程序中与其他陪审员分享了这一虐待经历。2022年4月1日，法官裁定陪审员未披露自己小时候遭受虐待的事实不构成重审的理由，并驳回了麦克斯韦撤销判决的请求。
2022年6月28日，麦克斯韦被判处20年监禁；检察官寻求至少30年的刑期。她抱怨在判决前几天受到监狱工作人员的威胁，但没有透露威胁的性质。虽然她于6月24日被置于自杀监视下，她告诉精神病团队她没有自杀倾向。她的律师提出的相关延期判决请求被拒绝。她于7月7日对定罪提出上诉。2022年7月25日，麦克斯韦从布鲁克林大都会拘留中心被转移到塔拉哈西联邦惩教所的低安全级别女性囚犯监狱。她预计将于2037年7月17日获释。2022年8月，她的前律师起诉麦克斯韦，声称她未能支付87.8万美元的法律费用。
2024年9月17日，曼哈顿的美国第二巡回上诉法院的三名法官维持了麦克斯韦的五项定罪和判决。作为回应，她的律师表示她将向美国最高法院上诉。

### 伪证审判
麦克斯韦因2015年在民事诉讼中作伪证而面临第二次刑事审判，指控她在宣誓时就爱泼斯坦对未成年女孩的虐待撒谎。每项指控最高可判处五年监禁。检察官表示，如果她按计划被判刑，伪证指控将被撤销。在提交了一份密封的重审申请后，检察官于2022年2月4日告诉法官，麦克斯韦的重审论点必须“公开记录”；法官表示，必须公开提交密封申请的原因。

## TerraMar Project
2012年，麦克斯韦创立了TerraMar Project，一个倡导保护海洋的非营利组织。她在德克萨斯大学达拉斯分校为TerraMar做了一次讲座，并在2014年的TEDx夏洛茨维尔上做了一次TED演讲。麦克斯韦陪同2013年TerraMar董事会成员斯图尔特·贝克参加了两次联合国会议，讨论该项目。
TerraMar Project于2019年7月12日宣布关闭，距离纽约联邦检察官对爱泼斯坦提起性贩卖指控公开不到一周。一家相关的英国公司Terramar (UK)将麦克斯韦列为董事。2019年9月4日，提出了关闭该英国组织的申请，2019年9月17日在《伦敦公报》上发布了第一份通知。公司Terramar (UK)于2019年12月3日正式解散。

## 个人生活
自1997年以来，麦克斯韦一直住在伦敦的贝尔格莱维亚。2000年，麦克斯韦搬进了纽约市东65街的一座7,000 sq ft（650 m2）的联排别墅，距离爱泼斯坦的豪宅不到10个街区。麦克斯韦的联排别墅是由一个匿名的有限责任公司以495万美元购买的，该公司的地址与J. Epstein & Co.的办公室相符。代表买家的是爱泼斯坦的长期律师达伦·英迪克。2016年4月，该房产以1500万美元的价格出售。
在与爱泼斯坦的个人和职业交往后，麦克斯韦与捷威科技的创始人泰德·维特有过几年的恋爱关系。2010年，她以维特的客人的身份参加了切尔西·克林顿的婚礼。麦克斯韦帮助维特获得并翻新了一艘豪华游艇“Plan B”，并在他们的关系于2010年底或2011年初结束前，用它前往法国和克罗地亚旅行。
2019年8月15日，有报道称麦克斯韦一直住在马萨诸塞州的曼彻斯特-by-the-Sea，在外交关系委员会驻会研究员斯科特·G·博格森的家中，自2007年以来，2020年10月，由于与麦克斯韦相关的宣传，博格森辞去了他创立的对冲基金CargoMetrics的首席执行官职务。麦克斯韦和博格森被描述为多年来一直处于恋爱关系中。曼彻斯特-by-the-Sea镇的当地人说，麦克斯韦一直保持低调，用“G”代替她的全名，并且多次被看到在海滩上遛一条维兹拉犬。
博格森和麦克斯韦在马萨诸塞州土地法院提交了关于博格森的住所（称为Phippin House）的文件，涉及2019年与邻居关于取消对更大的Sharksmouth Estate的访问权的民事纠纷。一位邻居的物业经理证明麦克斯韦和博格森共同居住在该房产中。其他人说，他们多次看到他们一起在早晨跑步。
博格森在2019年8月表示，麦克斯韦目前没有住在家中，他不知道她在哪儿。2019年8月15日，《纽约邮报》发布了麦克斯韦在洛杉矶一家快餐店用餐的照片，声称“《邮报》在最不可能的地方——洛杉矶的一家快餐店——发现了这位社交名媛”。后来证明这些照片是在与麦克斯韦的朋友兼律师利亚·萨菲安的会面时拍摄的，萨菲安还向《每日邮报》提供了其他照片。
麦克斯韦在2019年底搬到了新罕布什尔州布拉德福德的一处偏远的156 acre（63 ha）房产，在那里她使用前英国军人为私人保安，直到2020年7月被捕。在她的提审时，联邦检察官表示麦克斯韦已婚；她没有透露配偶的身份或他们各自的财务状况。2020年12月，透露她于2016年与博格森结婚。